# Metereca leleupae
Metereca leleupae is een hooiwagen uit de familie Assamiidae.